# Donje Polje (Šibenik)
Donje Polje falu Horvátországban Šibenik-Knin megyében. Közigazgatásilag Šibenikhez tartozik.

## Fekvése
Šibenik központjától 4 km-re délkeletre, Dalmácia középső részén fekszik.

## Története
A Šibenik városától keletre elterülő mezők a középkorban a Donje polje (alsómező) és Gornje polje (felsőmező) nevet viselték. Donje polje elnevezése a mai napig megmaradt, míg Gornje poljét a 18. századtól Danilónak nevezik. Donje Polje területe már a kora középkorban lakott volt. Ezt igazolja az az ószláv temető, melyet a Szent Lőrinc templom közelében tártak fel horvát régészek. Az 1935-ben kezdődött, majd 1977-től és 1995-től folytatódó ásatások során mintegy 350 sírt tártak fel, melyeket a 9. és 11. század közötti időszakra datáltak. Két urnás sírt pedig közvetlenül a horvát betelepülést utánra a 7. századra kelteztek. A mai templom délkeleti oldalán megtalálták a kora román templom apszisát és számos faragott kőtöredék is előkerült. Ennek közelében a Grušine nevű helyen korábban római gazdasági épületek maradványai is elkerültek, melyek az 1. és a 6. század közötti időben épültek. A településnek 1857-ben 102, 1910-ben 148 lakosa volt. Az első világháború után rövid ideig az Olasz Királyság, ezután a Szerb-Horvát-Szlovén Királyság, majd Jugoszlávia része lett. 2011-ben a településnek 267 lakosa volt.

## Lakosság
| Lakosság változása | Lakosság változása | Lakosság változása | Lakosság változása | Lakosság változása | Lakosság változása | Lakosság változása | Lakosság változása | Lakosság változása | Lakosság változása | Lakosság változása | Lakosság változása | Lakosság változása | Lakosság változása | Lakosság változása | Lakosság változása |
| ------------------ | ------------------ | ------------------ | ------------------ | ------------------ | ------------------ | ------------------ | ------------------ | ------------------ | ------------------ | ------------------ | ------------------ | ------------------ | ------------------ | ------------------ | ------------------ |
| 1857               | 1869               | 1880               | 1890               | 1900               | 1910               | 1921               | 1931               | 1948               | 1953               | 1961               | 1971               | 1981               | 1991               | 2001               | 2011               |
| 102                | 86                 | 127                | 132                | 150                | 148                | 192                | 226                | 164                | 182                | 133                | 173                | 171                | 199                | 233                | 267                |

## Nevezetességei
- Szent Lőrinc tiszteletére szentelt római katolikus temploma[8] valószínűleg a 13. században épült kora középkori alapokon. Egyhajós épület, négyzet alakú apszissal, nyugat-keleti tájolással. A hajó déli falán és az elülső falon román stílusú portál található, félköríves lunettával. A homlokzaton a portál fölött egy négylevelű lóhere alakú ablak, a homlokzat tetején pedig egy oromfalas harangdúc található. A hajó déli falán lévő portál mellett egy tranzénával lezárt ablak látható, amelyen kör alakú nyílások vannak. Az apszison egy másik, azonos formájú ablak helyezkedik el. Az apszis és a hajó csúcsíves, gótikus boltívvel készült. A templom körül jelentős régészeti lelőhely található. Közelében ószláv temetőt tártak fel.
- A Szent Lőrinc templomtól nem messze, valószínűleg egy római villagazdaság egy részét tárták fel. A villa termikus részének két szobáját feltárták, a fűtőrendszer maradványait és a mozaikpadló egy részét fedezték fel. Találtak egy téglát a Pansiana gyár pecsétjével és egy sztélét egy Raecius Eumolpus nevű személy feliratával. Mivel nagyon kis részt tártak fel a római épület jellegéről semmi határozottabbat nem lehet mondani.[9]